# 애틀랜틱 레코드
애틀랜틱 레코드(Atlantic Records)는 미국의 레코드 레이블이다. 힙합, 리듬 앤 블루스, 재즈, 소울 음악을 중심으로 한다.
워너 뮤직 그룹이 소유한 회사로, 2004년 아메트 어터건(튀르키예어: Ahmet Ertegün 아흐메트 에르테귄[*])과 허브 에이브럼슨(Herb Abramson)이 애틀랜틱 레코드 그룹을 창설되었다. 현재 회장은 크레이그 칼먼(Craig Kallman)이다.
독립 레이블 머스트 디스트로이와 협력 계약했으며, 숀 폴 등의 레게 뮤지션이 소속된 VP 레코드와도 계약했다.

## 대표 아티스트
- 켈라니
- 샤인다운
- 제이Z
- 루페 피아스코
- AC/DC
- 빅 컨트리 킹
- 프레디 킹
- 크레이그 데이비드
- 버디 가이
- 디디
- 미시 엘리엇
- 플로 라이다
- 고릴라 조
- 레드 제플린
- 메이스
- 제이슨 므라즈
- 네이트 도그
- 노터리어스 B.I.G.
- 숀 폴
- 심플 플랜
- T.I.
- 트위스타
- 트레이 송즈
- 위어드 알 얀코빅
- 영 드로
- 알리야
- 코디 심프슨
- 에스텔
- 위즈 칼리파
- 벅체리
- B.o.B
- 브루노 마스
- 스크릴렉스
- 펜듈럼
- 스킬렛
- 포 논 블론즈
- 헌터 헤이스
- 크리스티나 페리
- 릴 우지 버트
- 콜드플레이
- 켈리 클락슨
- 로라 브래니건
- 제이슨 데룰로
- 로제

찰리 푸스

## 같이 보기
- 애틀랜틱 레코드 그룹